# Territorio de Amapá
El Territorio de Amapá (en portugués brasileño Territorio do Amapá), llamado también como Guayana portuguesa y Guayana brasileña, fue un territorio federal brasileño creado el 13 de septiembre de 1943, de acuerdo con el Decreto-Ley n.º 5 812, durante el gobierno del presidente Getúlio Vargas y fue disuelto el 5 de octubre de 1988 por la constitución de Brasil de ese año. Era equivalente al actual estado de Amapá. Gracias a la defensa diplomática del Barón de Río Branco en la Comisión de Arbitraje en Ginebra (Suiza), le fue otorgada la posesión del territorio en disputa entre Francia y Brasil a este último el 1 de mayo de 1900, incorporado en el estado de Pará con el nombre de Araguari.
Durante la Segunda Guerra Mundial, dirigida a los factores estratégicos y el desarrollo económico, la región se separó del estado de Pará por el Decreto-Ley N ° 5812, de 13 de septiembre de 1943, constituyéndose en el Territorio Federal de Amapá.
El descubrimiento de ricos yacimientos de manganeso en la Serra do Navio, en 1945, revolucionó la economía local.
Con la promulgación de la Constitución Brasileña de 1988, el 5 de octubre de dicho año Amapá fue elevado a la categoría de estado.